# Ardicino della Porta (1434-1493)
Ardicino della Porta (Novara, 1462 - Roma, 4 de fevereiro de 1493) foi um cardeal do século XV.

## Primeiros anos
Nasceu em Novara em 1434 a mãe era da família Visconti. Sobrinho-neto do cardeal Ardicino della Porta , seniore (1426). Seu primeiro nome também está listado como Ardicinio e como Arduino. Ele foi chamado de Cardeal de Aléria.

## Educação
Obteve o doutorado em utroque iure (direito canônico e civil).

## Juventude
Vigário Geral da Arquidiocese de Florença. Publicou corajosamente o interdito do Papa Paulo II contra os amotinados da cidade. Legado do papa perante o imperador Frederico III da Alemanha e o rei Mathias Corvin da Hungria para reconciliá-los e alistar os soberanos na cruzada contra os turcos. Referendário da Cúria Romana.

## Episcopado
Eleito bispo de Aléria em 22 de fevereiro de 1475; ocupou a sé até sua morte. Consagrado (nenhuma informação encontrada). Datário do Papa Sisto IV (2) . Governador das cidades de Norcia, Terni, Perugia, Todi, Città di Castello; ele encerrou os motins em muitos deles. Foi encarregado pelo Papa Inocêncio VIII das relações com os embaixadores junto à Santa Sé

## Cardinalato
Criado cardeal sacerdote no consistório de 9 de março de 1489; recebeu o chapéu vermelho em 14 de março de 1489; e o título de Ss. Giovanni e Paolo, 23 de março de 1489. Administrador da Sé Metropolitana de Olomouc, 3 de junho de 1489; renunciou ao cargo em 8 de fevereiro de 1493. Visitou o cardeal Piccolomini em Siena em 17 de novembro de 1489. Desejando viver na solidão, decidiu renunciar ao cardinalato e pediu permissão ao papa por carta de 2 de junho de 1492. Renunciou ao cargo. do abade comendador do mosteiro beneditino de S. Silano de Romagnano, diocese de Novara, 22 de junho de 1492. Com o acordo do papa, retirou-se para um mosteiro camaldulense (4) ; os outros cardeais se opuseram e ele teve que retornar a Roma. Participou do conclave de 1492 , que elegeu o Papa Alexandre VI. Após a eleição papal, sua saúde piorou e sua doença final durou cinco meses.
Morreu em Roma em 4 de fevereiro de 1493. Sepultado na basílica patriarcal do Vaticano, Roma